# Tricksters
《tricksters魔學詭術士》（日语：トリックスターズ）是由久住四季所撰寫的輕小說。在電擊文庫上出版，由繪製插畫。

## 故事簡介
《tricksters魔學詭術士》以揉合魔學、詐術和推理的另類推理作品。「魔學」是一門以極具邏輯的方式去研究非科學現象的學問，而故事背景城翠大學則是日本唯一一所設立魔學系的大學。主角天乃原周是城翠大學魔學系的新生，剛好遇上了來到城翠大學魔學系擔任客席教授的法術師——佐杏冴奈，並成為了她的學生，也因此而被捲入了各種法術事件。

## 用語
魔學
魔學擁有與人類同樣源遠流長的歷史，是一門去研究、分析、應用諸如占星、煉金、靈學等非科學現象的學問，在世界上深受理解及有著高度評價，但在科技先進的日本卻是不被接受的一門學科。很多不清楚魔學的人會誤會魔學是萬能的，但事實上魔學能做到的卻是相當有限。雖然魔學研究的是非科學現象，但它卻是比任何學問都更具邏輯、更科學的學問。
奧茲
簡寫為「OZ」，正式名稱為「order of the Zenith」（天頂的結社），總部位於英國倫敦。在全世界擁有數十個加盟國，在現代是世界上最大規模的魔學結社。
城翠大學魔學系
天乃原周和佐杏冴奈等人所屬。全日本第一所，並唯一擁有眾多魔學專家、學生，並進行魔學教育與研究的魔學研究機構。城翠大學魔學系分為四個學科，分別是隱祕學科、神智學科、練金學科和魔學史科。
貝克咖啡廳
天乃原周和佐杏冴奈等人常到的咖啡廳，手鞠坂幸二亦在此打工。
法術師
能夠進行「演術」的人，是位於魔學這個學問體系頂點的存在。擁有相當的才華與遠超越人類生理機能的超凡者，能發出及聽見一般人無法感知的「聲音」。目前已確認存在的法術師有六名，並被比喻為舊約聖書創世記中的「創世六日」。
魔器
專門用來演術法術的工具。魔器種類繁多，杖、劍、鏡子等等都是。施行法術時所需要的魔器，也會視演術內容而有所不同。魔器的製作被歸類為練金術系統。
增幅器
魔器的一種，用來放大經由演術所得到的法術效果。
「不可能的課題」
魔學中理論上可做到，但現今技術已無法達成的法術，如「復活」、「飛行」等。

## 登場人物
天乃原周
本作的主角之一。故事的敘事者。城翠大學魔學系一年級生，佐杏冴奈所指導的專題研究的學生。放棄了醫學系的入學推薦，而到魔學系就讀。在各種事件當中，充當佐杏冴奈的助手，亦是一個未被奧茲發現的法術師。
佐杏冴奈
本作的主角之一。法術師。「創世六日」之六。 城翠大學魔學系客席教授，教導西洋魔學史，阿周等人的專題研究導師。擁有「創世六日」六人中最強的實力，並有著一般人無法比較的演術力、観察力、洞察力和記憶力。享樂主義者，相當喜歡並享受著遊戲，以事情的有趣與否來判別一切。
亞歷斯特·克勞利三世
法術師。「創世六日」之三。二十世紀成就最高的法術師亞歷斯特·克勞利的子孫。擁有過去視的能力，能籍著窺探對方的過去，取得對方的相關情報，然後完美地「偽裝」成任何人。亞歷斯特·克勞利三世在十幾年前把奧茲派發的倫敦市郊大宅，連同五十名護衛一起炸掉，然後失蹤直到現在。
三嘉村凜凜子
城翠大學魔學系一年級生，佐杏冴奈所指導的專題研究的學生。阿周的好友。擁有著剛強溫柔的性格，能跟任何人都成為朋友。
在真冰魚
城翠大學魔學系一年級生，佐杏冴奈所指導的專題研究的學生。凜凜子的好友。性格冷靜。討厭法術師，並希望能夠令「不可能的課題」實現。
扇谷印南
城翠大學魔學系一年級生，佐杏冴奈所指導的專題研究的學生，推理小說研究會（簡稱推研）所屬。凜凜子的好友。推理小說迷，總是穿著一身黑色的蘿莉塔服裝。創作了長篇小說《魔學詭術士》系列（簡稱《魔學》、《魔學Ｌ》，如此類推），是一部把阿周經歷的法術事件忠實呈現的小說。
酒匂理惠
城翠大學魔學系一年級生，佐杏冴奈所指導的專題研究的學生。凜凜子的好友。有著爽直的性格，總是與冰魚吵架。
午沼千里
城翠大學魔學系一年級生，佐杏冴奈所指導的專題研究的學生。凜凜子的好友。很有異性緣，會把認真對待的男友藏起來，不讓別人知道。
手鞠坂幸二
城翠大學醫學系一年級生。在貝克咖啡廳打工。與阿周在高一時認識，因而成為朋友。跟阿周互相都對對方很不屑，而阿周則稱幸二是「損友」。性格相當輕浮。高中三年都參加游泳社，因而曬得一身古銅色，而眼神兇惡、褐色頭髮、戴耳環等特徵也讓他看起來像個不良少年。
藥歌玲
城翠大學理事長，同時也是魔學系的創辦人。是名年紀輕輕就攀上了人生頂峰的天才。

## 登場的法術
偽裝
可以改變人或物件外表的法術。
探査
屬於隱祕學系統的法術，藉著探査目標的頭髮、照片、筆跡等媒介，尋找探査目標的所在處。
結界
在一定範圍的地域上展開結界，當有人進入結界時，會自動通知施法者入侵者的身份。結界也可用於與外界隔絕和防禦傷害等。
治療
屬於煉金術系統的法術，能控制活體反應，用於治療傷口。屬於「不可能的課題」。

暗示
可用於混淆他人神智的法術。
未來視
能夠知悉未來的法術。
過去視
能夠窺探他人過去的法術。亞歷斯特·克勞利三世所擅長的法術。

## 登場的魔器
勒默西埃的水晶
佐杏冴奈所擁有的魔器。無限放大器，擁有現代已經失傳的矛盾回路，是理論上號稱具有無限放大率的究極放大器，即使是在魔學全盛期的中世紀，也只能製造出兩個。外型為鍊型耳墜，耳墜前端的水晶柱內側刻上好幾層複雜的花紋，會依觀看的角度而改變色澤。
帕拉塞爾蘇斯的魔劍
亞歷斯特·克勞利三世所擁有的魔器。超次元消抹魔器，利用干涉定義萬像存在的超次元符號，來消滅目標的超凡魔器。本來因過於危險，而被奧茲封印起來，但後來被亞歷斯特·克勞利三世取去。外型似細長鋼筆。

## 小說一覽
| 出版 順序 | 日文標題                | 中文翻譯 | ISBN（日） | ISBN（中） | 出版日（日） | 出版日（中） |
| --------- | ----------------------- | -------- | ---------- | ---------- | ------------ | ------------ |
| 第1集     | トリックスターズ        |          |            |            | 2005年6月    |              |
| 第2集     | トリックスターズL       |          |            |            | 2005年11月   |              |
| 第3集     | トリックスターズD       |          |            |            | 2006年4月    |              |
| 第4集     | トリックスターズM       |          |            |            | 2006年8月    |              |
| 第5集     | トリックスターズC PART1 |          |            |            | 2007年4月    |              |
| 第6集     | トリックスターズC PART2 |          |            |            | 2007年5月    |              |